# Hemerobius
Hemerobius – rodzaj sieciarek (Neuroptera) z rodziny życiorkowatych (Hemerobiidae), dla której jest typem nomenklatorycznym. Został opisany przez Karola Linneusza w Systema Naturae w 1758 roku. 
Gatunki zaliczane do tego rodzaju są szeroko rozprzestrzenione na niemal wszystkich kontynentach. Nie ma ich w Australii, na Antarktydzie oraz na wyspach Oceanu Spokojnego. Wiele z nich ma holarktyczny zasięg występowania, co najmniej 50 występuje na kontynencie amerykańskim. 
Jak wszystkie życiorkowate, larwy i owady dorosłe są drapieżnikami – naturalnymi sprzymierzeńcami człowieka w biologicznej walce ze szkodnikami. Stwierdzono znaczny ich wpływ na regulację populacji szkodników wielu upraw rolnych i sadowniczych, m.in. na plantacjach kawowca, kukurydzy i ostrokrzewu paragwajskiego, wykorzystywanego w Ameryce Południowej do parzenia yerba mate. Sieciarki te żerują głównie na mszycach. 
W zapisie kopalnym znane są z miocenu Kaukazu (H. incertus i H. prohumulinus) oraz z eocenu Anglii (H. tinctus).
Linneusz w swojej pracy zaliczył do rodzaju Hemerobius 15 gatunków sieciarek. Niektóre z nich (np. Hemerobius perla) zostały później przeniesione do innych rodzajów. Od tamtej pory opisano ponad 200 gatunków, z których obecnie ponad 100, po kolejnych rewizjach taksonomicznych, zalicza się do Hemerobius.
W Polsce stwierdzono występowanie następujących gatunków:
- Hemerobius atrifrons
- Hemerobius contumax
- Hemerobius fenestratus
- Hemerobius handschini
- Hemerobius humulinus
- Hemerobius lutescens
- Hemerobius marginatus
- Hemerobius micans
- Hemerobius nitidulus
- Hemerobius perelegans
- Hemerobius pini – życiorek brązowy
- Hemerobius simulans
- Hemerobius stigma

Kilka z nich zaobserwowano w kraju dopiero pod koniec XX wieku.